# Hey Brother
Singles de Avicii
You Make Me
(2013) Addicted to You
(2013)
Pistes de True
You Make Me
(03) Addicted to You
(05)
Hey Brother est une chanson du DJ suédois Avicii en duo avec le chanteur Dan Tyminski. Elle est sortie le 28 octobre 2013, en tant que troisième single de son premier album True.

## Clip
Hey Brother est sorti le 9 décembre 2013 sur le Avicii’s Youtube channel. La vidéo retrace l'histoire d'un jeune garçon et son père, qui est vu comme un frère à travers les yeux de l'enfant, aux États-Unis alors que la guerre du Vietnam bat son plein. On y aperçoit d'ailleurs de petits extraits vidéos de cette guerre. Durant le clip, on comprend que le père est décédé et que la cérémonie d'enterrement militaire lui est consacrée, ce qui expliquerait le son de la trompette dans la musique (par ailleurs, on peut noter que les uniformes sont ceux de soldats du corps des US Marines). À la fin, le jeune garçon retrouve les affaires personnelles de son père.
Hey Brother est un message pour les personnes ayant perdu un proche à la guerre et non une partie de la vie d'Avicii, contrairement à ce qu'affirme la rumeur persistante[réf. nécessaire].

## Certifications
| Région                                                                                                 | Certification | Ventes/Streams |
| --- | ------------- | -------------- |
| Belgique (BEA)                                                                                         | Platine       | 40 000*        |
| *Ventes selon la certification ^Mise en rayon selon la certification xNon précisé par la certification |               |                |